# Mikel Louis Dufrenne
Mikel Louis Dufrenne (Clermont, Oise, 9 de gener de 1910 - París, 10 de juny de 1995) va ser un filòsof francès.
Seguidor del corrent fenomenològic francès, i influenciat per Edmund Husserl, Martin Heidegger, Jean-Paul Sartre i Maurice Merleau-Ponty, aplicà aquest mètode a qüestions relacionades amb l'estètica, especialment els problemes que es deriven de la relació entre l'objecte estètic i l'espectador. Va fundar el departament de filosofia a la Universitat de París X Nanterre als anys seixanta, convidant Emmanuel Lévinas i Paul Ricoeur a unir-s'hi. Fou editor de La Revue d'Esthétique i dirigí la sèrie de llibres titulada Collection d'Esthétique. Va difondre una estètica distintivament fenomenològica per tot Occident. A la seva mort, era considerat el degà de la filosofia de l'art a Europa i fou molt apreciat també a altres llocs, inclosos els Estats Units i el Quebec, on va ensenyar durant els seus últims anys. Entre les seves obres, cal esmentar Phénoménologie de l'expérience esthétique (1967), Pour l'homme: essai (1968), o Art et Politique (1974).